# 克桑西州
克桑西州（希臘語：Νομός Ξάνθης）是希臘北部的一個州，屬色雷斯和東馬其頓大區，位於希臘色雷斯的西部。北鄰保加利亞，南臨愛琴海。面積1,793平方公里，2005年人口105,530人。首府克桑西。
下分6市4鎮。希臘穆斯林佔當地人口的41.19%。